# Berdan II
 Der er for få eller ingen kildehenvisninger i denne artikel, hvilket er et problem. Du kan hjælpe ved at angive troværdige kilder til de påstande, som fremføres i artiklen.

Berdan II-riflen er et russisk designet gevær. Den er afløseren for forgængeren Berdan I, og blev indført i slutningen af 1870'erne.  er en single-shot bolt-action med et karakteristisk kort, pæreformet bolthåndtag. Boltehåndtaget tjener som den eneste låsemekanisme til handlingen, og når den er lukket, peger den opad i en 30 graders vinkel, snarere end vandret. Berdan II blev produceret i fire varianter: et infanteriværn, den lettere og lidt kortere drage riffel, en Cossack gevær med en knap trigger og ingen trigger vagt og en kavaleri karabin. Infanteri og dragon rifler blev udstedt med firkantede sokkel bajonetter. Den oprindelige produktion af Berdan II var hos Birmingham Small Arms i England. Riflerne blev senere fremstillet i store mængder af russiske fabrikker på Tula, Izhevsk og Sestroretsk. Anslået totalproduktion af alle modeller er over 3 millioner. Geværet var kendt for sin nøjagtighed, enkelhed og pålidelighed.
| Militær | Spire Denne artikel om militær er en spire som bør udbygges. Du er velkommen til at hjælpe Wikipedia ved at udvide den. |